# 原憲一
原憲一是日本動畫師，所屬動畫製作公司是GALLOP。早年於Daizou Production出道。

## 人物
長期活躍於東京電視版本的《遊戲王》動畫系列，是系列作中唯一參與全作的作畫監督。（遊戲王GX僅在OP與ED擔任作畫監督。）
近年從事的作品以遊戲王系列作為主，在《遊戲王ARC-V》擔當電視動畫系列作第一位總作畫監督。

## 作品

### 電視動畫
1988年
- 美味大挑戰（原畫）
- 小松君（原畫）
- 黑色推銷員（原畫）

1989年
- 靈幻小子（原畫）

1990年
- 八百八町表裏化粧師（原畫）

1992年
- 奇天烈大百科（原畫）
- 少年足部2（原畫）

1994年
- 七海的堤可（原畫）

1995年
- 咕嚕咕嚕魔法陣（作畫監督，原畫）
- 守護天使莉莉佳（OP、ED原畫，作畫監督，原畫）
- 宇宙小毛球（作畫監督）

1996年
- 玩偶遊戲（作畫監督，原畫）
- 烏龍派出所 (動畫)（作畫監督，原畫）

1997年
- 天才小魚郎（作畫監督，原畫）

1998年
- 頭文字D（原畫）
- 反斗小王子（作畫監督，原畫）

2000年
- 變形金剛：Car Robot（構圖，原畫）
- 遊戲王（杜馬篇原創角色設計，作畫監督，構圖，原畫）

2004年
- 遊戲王GX（角色設計，主要怪獸設計，OP、ED作畫監督，動畫原創卡作畫）

2005年
- 光速蒙面俠21（原畫）

2008年
- 遊戲王5D's（角色設計，客串角色設計，作畫監督，原畫，動畫原創卡原畫，第4期OP、ED角色作畫監督，第1期、第2期OP原畫，序幕原畫）

2011年
- 遊戲王ZEXAL（客串角色設計，作畫監督，原畫，第1期、第2期、第3期OP原畫）

2012年
- 遊戲王ZEXALⅡ（作畫監督，原畫，動畫原創卡原畫）

2014年
- 遊戲王ARC-V（總作畫監督，作畫監督，原畫，第1期OP作畫監督、原畫，第2期OP原畫，第3期ED總作畫監督，第4期ED作畫監督、原畫，第6期ED作畫）

2017年
- 遊戲王VRAINS（角色設計，原畫，第1期OP總作畫監督，第3期OP作畫監督、原畫，第3期ED總作畫監督）

2020年
- 數碼寶貝大冒險：（作畫監督，原畫）

2021年
- Tropical-Rouge！光之美少女（作畫監督，原畫）
- 數碼寶貝幽靈遊戲（作畫監督，原畫）

2022年
- 美味Party♡光之美少女（作畫監督，原畫）

2023年
- 我與機器子（原畫）

### 電影動畫
1985年
- 福星小子3 記得我的愛（動畫）

2010年
- 10th週年劇場版 遊戲王 ～超融合！跨越時空的羈絆～（作畫監督，原畫，動畫原創卡原畫）

2016年
- 遊戲王：次元的黑暗面（作畫監督）

2022年
- 美味Party♡光之美少女 夢想的♡兒童套餐！（原畫）